# NyaHaX'93
NyaHaX'93（にゃはエックスきゅうじゅうさん）とはBio_100%によってPC-98向けに開発されたシューティングゲーム。1993年10月1日公開。
2010年10月8日には本作のアレンジ版としてNyaHaX 2010が公開された。

## 概要
3分間という制限時間の中でどれだけ敵を倒せるかを競う、タイムトライアル形式の固定画面シューティングゲームである。自機のストック数に制限はなく、制限時間内であれば何度やられてもゲームオーバーになることはない。ただし一度やられるごとに時間が10秒減らされ、そのステージは最初からやり直しとなる。
ボスのステージをクリアするごとに15秒間のボーナスステージ（3分の制限時間には加算されない）がプレイできるようになっており、ここで敵の落としたアイテムを拾うことにより残り時間を回復できる。
プレイ可能な環境がPC-98シリーズであり、近年はプレイ可能なマシンが非常に少なくなっていたが、2009年11月19日に公式サイトでAdobe Flashに機能を移植した復刻版が公開された。復刻版はオンラインでランキングを取る形式となっており、上位100名のスコアが記録・表示される。

### NyaHaX 2010
NyaHaX'93復刻版の盛り上がりに応える形で2010年10月8日に公開された17年ぶりのアレンジ版。復刻版同様にFlashで開発されており、アニメーションやBGMの品質が向上している。制限時間内であれば何度被弾しても挑戦できる点は従来と同じであるが、ステージ構成の変更・追加、新しい敵機が追加され、被弾時のステージやり直しが廃止され、ペナルティは残り時間が10秒減らされるのみとなった。また、被弾すると仲間との合体が強制的に解除されるが、外れた仲間を追いかければ再合体することが可能となった。
2012年12月10日にはスマートフォン版NyaHaX2010がアプリとして公開された。

## ステージ構成
全29ステージとなっており、通常ステージ4ステージ、ボスステージ1ステージ、ボーナスステージ1ステージの順番で繰り返される。通常ステージでは2ステージ目にたこ、4ステージ目にいかが登場し、自機と合体させることでパワーアップを行うことが出来る。
アレンジ版のNyaHaX 2010ではステージが増加され通常ステージ5ステージ、ボスステージ1ステージ、ボーナスステージ1ステージを基本とする全40ステージに変更された。仲間の海の幸は通常ステージの1ステージ目にたこ、3ステージ目にいか、5ステージ目に新キャラクターのうにというサイクルで登場する。ただし終盤の構成はサイクルから外れ、36ステージ以降は難易度を大幅に高めた5連続のボスステージとなっている。

## 登場キャラクター

### プレイヤー
くまちゃん
主人公。宇宙船に乗って3分間の旅「にゃはX」に出かける。

### 仲間の海の幸
敵機に捕らわれているが、救出して自機と合体することで機体性能を強化することが出来る。複数と同時に合体することは出来ない。
TK-O（たこ）
自機と合体すれば横・斜め方向の被弾を無効化できるようになる。
IK-A（いか）
自機と合体すると攻撃が強化され、自機が弾を一度に二発放てるようになる。
UN-I（うに）
アレンジ版のみ登場する新キャラクター。自機と合体すると正面からの被弾を無効化する。

### 小型敵機
通常のステージで登場する小型の敵機。自機が接触すると被弾扱いとなる。
MATSU
緑色の機体。序盤から中盤のステージで登場する。弾を一度に1発放つことができる。
アレンジ版では一部の機体を撃破したとき、残り時間1秒追加のアイテムが放出される。
Robo
青い機体。序盤から中盤のステージで登場。斜め下を向きながら下へ移動したり、攻撃を行ったりすることが出来る。弾は一度に1発発射。
Radi
赤い機体。序盤から終盤のステージで登場。左右、斜め下、斜め上を向きながら下へ移動したり、弾を発射したり、攻撃を行ったりすることが出来る。弾は一度に2発発射。
序盤から登場する機体だが性能が高い強敵であり、アレンジ版からは2回被弾しないと破壊できない仕様に変更された。
V
紫の機体。中盤の手前から終盤のステージで登場。攻撃を2発当てなければ破壊できない。斜め下を向きながら下へ移動することが出来る。半誘導式の黄色い弾を発射し、弾は自機の横に到達すると自機の方向へ直角に曲がってくる。
Elec
橙色の機体。中盤から終盤のステージで登場。攻撃を2発当てなければ破壊できない。通常の弾を一度に一発発射するほか、回転しながら橙色の弾を八方に放つことが出来る。

### 中型敵機（アレンジ版のみ）
アレンジ版では一部ステージに通常の敵機より一回り大きめの新機体が数体ずつ登場する。何度か弾を当てないと破壊することが出来ないが、破壊した場合はいずれも残り時間2秒追加のアイテムを放出する。
Torch
燃えるアルコールランプのような形の赤い機体。弾を一度に6発放つことが出来る。
E-Vh
緑がかった黄色の機体。回転しながら16発の弾を発射する。
DS
開閉するゲーム機のような形の機体。Vと同じタイプの半誘導弾を回転しながら16発発射する。

### ボス
通常ステージをいくつかクリアするごとにボスステージが登場する。ボスキャラの攻撃判定は特定の場所にしかないものもあり、攻撃判定部分以外の場所に弾が当たった場合、弾は消えてもダメージは与えられない。ただし、自機との接触判定はいずれも機体全体が対象である。
NyanFo（にゃんFO）
最初のボス。UFOのような大型の機体。攻撃の当たり判定が弾の発射口にしかないものの、比較的簡単に倒せる。
Nyan^2 Dog（にゃんにゃんどらごん）
犬のような顔をしたドラゴン。長い体をくねらせながら画面全体を動き回る。攻撃は頭部に当てないとダメージにならない。
Nyan^2 Train（にゃんにゃん電車）
3つの客車ユニットと両端の機関車ユニットで構成される。客車ユニット3つと残りの機関車ユニットを順番に1つずつ倒す必要があり、倒すのに時間がかかる。
Nyan^2 Clips（にゃんにゃんくりっぱー）
1つの機体を9つの機体が輪をなして取り囲んでいる。中央部の機体を攻撃しないとダメージを与えられないが、残りの9体が周囲を回りながらガードするため攻撃しにくい。
Nyanpartment（ニャンション）
NyaHaX'93におけるラスボス。アパートかマンションのような機体。当たり判定は機体全体にあるが、一定回数以上攻撃を当てないとダメージを与えられない。

### ボスラッシュ（アレンジ版のみ）
アレンジ版ではニャンションを倒した後さらにボスの連戦（ボスラッシュ）が行われる。どれも倒してきたボスの色違いだが性能が強化されている。
NyanNyanFO
NyanFo（にゃんFO）の強化版。ボスラッシュ最初のボス。
Nyan^2 Wan^2
Nyan^2 Dog（にゃんにゃんどらごん）の強化版。移動スピードが速くなっている。
NyaHa103
Nyan^2 Train（にゃんにゃん電車）の強化版。
Nyan Ran Sha
Nyan^2 Clips（にゃんにゃんくりっぱー）の強化版。Vと同じタイプの半誘導弾も放ってくる。
The Nyasidence
NyaHaX 2010におけるラスボス。Nyanpartment（ニャンション）の強化版だが、いままでのボスとは違い色違いな上に原型の二倍の高さを持っている。Vと同じタイプの半誘導弾も放ってくる。撃破時にマイナス60秒アイテムを放出する。

### エクストラステージ（アレンジ版のみ）
ラスボスを撃破した際にマイナス60秒アイテムを取得し、かつプレイ時間が残っていれば、エンディング後にエクストラステージに突入する。

### その他
Nyancopter（ニャンコプター）
ボスを倒した後のボーナスステージに登場。攻撃を当てるたびにスコア増加や時間回復などのアイテムを放出する。
アレンジ版では終盤ステージのみ二機が登場する。